# مرجان آئولوپورا
مرجان آئولوپورا (نام علمی: Aulopora) نام یک سرده از راسته مرجان تخته‌ای است.